# Amorphophallus
Genre
Amorphophallus est un genre de 170 espèces de plantes tropicales et subtropicales de la famille des Araceae. Ce sont des plantes herbacées tubéreuses.

## Distribution
Ce sont des plantes typiques des basses terres que l'on rencontre de l'Afrique de l'ouest aux îles du Pacifique. On n'en trouve aucune en Amérique bien que l'on y trouve Dracontium, un genre remarquablement similaire bien qu'il ne soit pas proche de Amorphophallus. La plupart des espèces sont endémiques, à aire de distribution réduite, et croissent de préférence sur des sols perturbés dans les forêts « secondaires ».

## Description
Les plus petites espèces comme les plus grosses croissent à partir d'un tubercule souterrain dont la forme varie largement d'une espèce à l'autre. Le tubercule peut être globuleux comme dans le cas d'Amorphophallus konjac, allongé pour Amophophallus longituberosus ou Amorphophallus macrorhizus ou former un réseau bizarre de racines comme pour Amorphophallus coaetaneus.
Chaque année, du sommet du tubercule croit une feuille solitaire, dont le limbe peut atteindre plusieurs mètres de large et le pétiole plusieurs mètres de hauteur chez les plus grandes espèces. Le limbe qui s'étale horizontalement au sommet du pétiole dressé peut être divisée en de nombreuses folioles. Quand le tubercule a emmagasiné suffisamment de réserves, le développement de cette feuille est précédé par la formation d'une inflorescence unique.
Comme chez les autres espèces de la famille des Araceae, l'inflorescence est constituée d'une spathe qui enveloppe généralement un spadice (un épi de fleurs avec un axe charnu). La spathe, grande bractée, peut avoir différentes couleurs, en général brun-pourpre ou blanc-verdâtre. L'intérieur est tapissé de crêtes ou de verrues retenant les insectes temporairement. Son rôle est de protéger les jeunes épis. 
Ce sont des espèces monoïques. Le spadice porte des petites fleurs, les femelles limitées à un pistil à la base et au-dessus séparées par une zone appelée « appendice » de fleurs stériles, les fleurs mâles sont formées généralement par un groupe d'étamines. Il n'y a pas de corolles.
Lors de l'ouverture de la spathe, la pollinisation doit avoir lieu le jour même. Chez de nombreuses espèces l'inflorescence émet un arôme puissant de viande pourrie qui attire les insectes. Chez d'autres  l'odeur est plus agréable. Cela dépend des espèces pollinisatrices. À l'aide de nombreux pièges les insectes sont maintenus à l'intérieur de la spathe le temps qu'ils pollinisent les fleurs femelles. Lorsque les fleurs mâles parviennent à maturité, le jour suivant, les insectes qui s'échappent de la spathe se couvrent de pollen ce qui leur permet d'aller polliniser une autre fleur. Entre-temps les fleurs femelles ne sont plus réceptives évitant l'autopollinisation.
Les espèces du genre Amorphophallus sont des plantes-hôtes pour les chenilles de certains lépidoptères comme Palpifer sexnotatus et Palpifer sordida.
Les fleurs fécondées donnent des fruits qui sont des baies globuleuses. Elles peuvent être rouges, orange, blanches, jaunes, ou bleues.
Amorphophallus titanum est l'espèce qui possède la plus grosse inflorescence, celle d'Amorphophallus gigas est de forme plus allongée mais de taille légèrement plus petite.
Les tubercules d'Amorphophallus konjac sont employés pour faire le konnyaku (コンニャク, konnyaku?), un épaississant et gélatine comestible contenant des glucomannanes.

## Étymologie
Le nom de genre Amorphophallus est formé de deux racines grecques signifiant « pénis informe ».

## Liste d'espèces
Selon Catalogue of Life (8 juillet 2013) :
- Amorphophallus aberrans
- Amorphophallus abyssinicus
- Amorphophallus albispathus
- Amorphophallus albus
- Amorphophallus amygdaloides
- Amorphophallus andranogidroensis
- Amorphophallus angolensis
- Amorphophallus angulatus
- Amorphophallus angustispathus
- Amorphophallus ankarana
- Amorphophallus annulifer
- Amorphophallus antsingyensis
- Amorphophallus aphyllus
- Amorphophallus asper
- Amorphophallus asterostigmatus
- Amorphophallus atrorubens
- Amorphophallus atroviridis
- Amorphophallus barthlottii
- Amorphophallus baumannii
- Amorphophallus beccarii
- Amorphophallus bequaertii
- Amorphophallus bonaccordensis
- Amorphophallus borneensis
- Amorphophallus boyceanus
- Amorphophallus brachyphyllus
- Amorphophallus brevispathus
- Amorphophallus bufo
- Amorphophallus bulbifer
- Amorphophallus calabaricus
- Amorphophallus canaliculatus
- Amorphophallus carneus
- Amorphophallus chlorospathus
- Amorphophallus cicatricifer
- Amorphophallus cirrifer
- Amorphophallus coaetaneus
- Amorphophallus commutatus
- Amorphophallus consimilis
- Amorphophallus corrugatus
- Amorphophallus costatus
- Amorphophallus coudercii
- Amorphophallus croatii
- Amorphophallus cruddasianus
- Amorphophallus curvistylis
- Amorphophallus dactylifer
- Amorphophallus declinatus
- Amorphophallus decus-silvae
- Amorphophallus discophorus
- Amorphophallus dracontioides
- Amorphophallus dunnii
- Amorphophallus dzui
- Amorphophallus eburneus
- Amorphophallus echinatus
- Amorphophallus eichleri
- Amorphophallus elatus
- Amorphophallus elegans
- Amorphophallus elliottii
- Amorphophallus erythrororrhachis
- Amorphophallus excentricus
- Amorphophallus forbesii
- Amorphophallus fuscus
- Amorphophallus galbra
- Amorphophallus gallaensis
- Amorphophallus gallowayi
- Amorphophallus gigas
- Amorphophallus glaucophyllus
- Amorphophallus gliruroides
- Amorphophallus glossophyllus
- Amorphophallus goetzei
- Amorphophallus gomboczianus
- Amorphophallus gracilior
- Amorphophallus gracilis
- Amorphophallus haematospadix
- Amorphophallus harmandii
- Amorphophallus hayi
- Amorphophallus henryi
- Amorphophallus hetterscheidii
- Amorphophallus hewittii
- Amorphophallus hildebrandtii
- Amorphophallus hirsutus
- Amorphophallus hirtus
- Amorphophallus hohenackeri
- Amorphophallus hottae
- Amorphophallus impressus
- Amorphophallus incurvatus
- Amorphophallus infundibuliformis
- Amorphophallus interruptus
- Amorphophallus johnsonii
- Amorphophallus josefbogneri
- Amorphophallus julaihii
- Amorphophallus juliae
- Amorphophallus kachinensis
- Amorphophallus kiusianus
- Amorphophallus konjac
- Amorphophallus konkanensis
- Amorphophallus koratensis
- Amorphophallus krausei
- Amorphophallus lambii
- Amorphophallus lanuginosus
- Amorphophallus laoticus
- Amorphophallus lewallei
- Amorphophallus linearis
- Amorphophallus linguiformis
- Amorphophallus longicomus
- Amorphophallus longiconnectivus
- Amorphophallus longispathaceus
- Amorphophallus longistylus
- Amorphophallus longituberosus
- Amorphophallus lunatus
- Amorphophallus luzoniensis
- Amorphophallus lyratus
- Amorphophallus macrorhizus
- Amorphophallus mangelsdorffii
- Amorphophallus manta
- Amorphophallus margaritifer
- Amorphophallus margretae
- Amorphophallus maximus
- Amorphophallus maxwellii
- Amorphophallus mekongensis
- Amorphophallus merrillii
- Amorphophallus mildbraedii
- Amorphophallus minor
- Amorphophallus mossambicensis
- Amorphophallus muelleri
- Amorphophallus mullendersii
- Amorphophallus myosuroides
- Amorphophallus mysorensis
- Amorphophallus napalensis
- Amorphophallus napiger
- Amorphophallus niahensis
- Amorphophallus nicolsonianus
- Amorphophallus obovoideus
- Amorphophallus obscurus
- Amorphophallus ochroleucus
- Amorphophallus ongsakulii
- Amorphophallus operculatus
- Amorphophallus opertus
- Amorphophallus paeoniifolius
- Amorphophallus palawanensis
- Amorphophallus parvulus
- Amorphophallus paucisectus
- Amorphophallus pendulus
- Amorphophallus perakensis
- Amorphophallus pilosus
- Amorphophallus plicatus
- Amorphophallus polyanthus
- Amorphophallus prainii
- Amorphophallus preussii
- Amorphophallus prolificus
- Amorphophallus purpurascens
- Amorphophallus pusillus
- Amorphophallus putii
- Amorphophallus pygmaeus
- Amorphophallus ranchanensis
- Amorphophallus reflexus
- Amorphophallus rhizomatosus
- Amorphophallus richardsiae
- Amorphophallus rostratus
- Amorphophallus rugosus
- Amorphophallus sagittarius
- Amorphophallus salmoneus
- Amorphophallus saraburiensis
- Amorphophallus saururus
- Amorphophallus scaber
- Amorphophallus schmidtiae
- Amorphophallus scutatus
- Amorphophallus serrulatus
- Amorphophallus sinuatus
- Amorphophallus sizemoreae
- Amorphophallus smithsonianus
- Amorphophallus sparsiflorus
- Amorphophallus spectabilis
- Amorphophallus staudtii
- Amorphophallus stuhlmannii
- Amorphophallus subcymbiformis
- Amorphophallus sumawongii
- Amorphophallus sylvaticus
- Amorphophallus symonianus
- Amorphophallus synandrifer
- Amorphophallus taurostigma
- Amorphophallus tenuispadix
- Amorphophallus tenuistylis
- Amorphophallus teuszii
- Amorphophallus tinekeae
- Amorphophallus titanum
- Amorphophallus tonkinensis
- Amorphophallus tuberculatus
- Amorphophallus variabilis
- Amorphophallus venustus
- Amorphophallus verticillatus
- Amorphophallus vogelianus
- Amorphophallus xiei
- Amorphophallus yuloensis
- Amorphophallus yunnanensis
- Amorphophallus zenkeri

Selon ITIS (8 juillet 2013) :
- Amorphophallus konjac K. Koch
- Amorphophallus paeoniifolius (Dennst.) Nicolson

Selon World Checklist of Selected Plant Families (WCSP) (8 juillet 2013) :
Selon NCBI (8 juillet 2013) :
- Amorphophallus abyssinicus
- Amorphophallus albus
- Amorphophallus amygdaloides
- Amorphophallus angolensis
- Amorphophallus angulatus
- Amorphophallus angustispathus
- Amorphophallus ankarana
- Amorphophallus baumannii
- Amorphophallus beccarii
- Amorphophallus borneensis
- Amorphophallus brachyphyllus
- Amorphophallus brevispathus
- Amorphophallus bulbifer
- Amorphophallus canaliculatus
- Amorphophallus cirrifer
- Amorphophallus coaetaneus
- Amorphophallus commutatus
- Amorphophallus corrugatus
- Amorphophallus costatus
- Amorphophallus dactylifer
- Amorphophallus declinatus
- Amorphophallus decus-silvae
- Amorphophallus discophorus
- Amorphophallus dracontioides
- Amorphophallus eburneus
- Amorphophallus eichleri
- Amorphophallus galbra
- Amorphophallus glossophyllus
- Amorphophallus henryi
- Amorphophallus hewitii
- Amorphophallus hirsutus
- Amorphophallus hirtus
- Amorphophallus hohenackeri
- Amorphophallus hottae
- Amorphophallus impressus
- Amorphophallus infundibuliformis
- Amorphophallus interruptus
- Amorphophallus johnsonii
- Amorphophallus julaihii
- Amorphophallus kiusiuensis
- Amorphophallus konjac
- Amorphophallus konkanensis
- Amorphophallus krausei
- Amorphophallus lambii
- Amorphophallus lanuginosus
- Amorphophallus laoticus
- Amorphophallus lewallei
- Amorphophallus longiconnectivus
- Amorphophallus longituberosus
- Amorphophallus margaritifer
- Amorphophallus maxwellii
- Amorphophallus mossambicensis
- Amorphophallus muelleri
- Amorphophallus napalensis
- Amorphophallus napiger
- Amorphophallus ochroleucus
- Amorphophallus paeoniifolius
- Amorphophallus palawanensis
- Amorphophallus pendulus
- Amorphophallus pingbianensis
- Amorphophallus pusillus
- Amorphophallus pygmaeus
- Amorphophallus ranchanensis
- Amorphophallus rhizomatosus
- Amorphophallus sagittarius
- Amorphophallus salmoneus
- Amorphophallus scutatus
- Amorphophallus smithsonianus
- Amorphophallus sumawongii
- Amorphophallus symonianus
- Amorphophallus taurostigma
- Amorphophallus thaiensis
- Amorphophallus tinekeae
- Amorphophallus titanum
- Amorphophallus variabilis
- Amorphophallus yunnanensis
- Amorphophallus zenkeri

Selon Tropicos (8 juillet 2013) (Attention liste brute contenant possiblement des synonymes) :
- Amorphophallus aberrans Hett.
- Amorphophallus abyssinicus (A. Rich.) N.E. Br.
- Amorphophallus accrensis N.E. Br.
- Amorphophallus aculatum Hook. f.
- Amorphophallus albispathus Hett.
- Amorphophallus albus P.Y.Liu & J.F.Chen
- Amorphophallus amygdaloides Hett. & Sizemore
- Amorphophallus andranogidroensis Hett. & Mangelsdorff
- Amorphophallus angolensis (Welw. ex Schott) N.E. Br.
- Amorphophallus anguineus Peter
- Amorphophallus angulatus Hett. & A. Vogel
- Amorphophallus angustilobum Bailey
- Amorphophallus angustispathus Hett.
- Amorphophallus anisolobus Peter
- Amorphophallus ankarana Hett., Ittenb. & Bogner
- Amorphophallus annulifer Hett.
- Amorphophallus antsingyensis Bogner, Hett. & Ittenb.
- Amorphophallus aphyllus (Hook.) Hutch.
- Amorphophallus arnautovii Hett.
- Amorphophallus asper (Engl.) Engl. & Gehrm.
- Amorphophallus asterostigmatus Bogner & Hett.
- Amorphophallus atrorubens Hett. & Sizemore
- Amorphophallus atroviridis Hett.
- Amorphophallus bangkokensis Gagnep.
- Amorphophallus bankokensis Gagnep.
- Amorphophallus bannaensis H. Li
- Amorphophallus barteri N.E. Br.
- Amorphophallus barthlottii Ittenb. & Lobin
- Amorphophallus baumannii (Engl.) N.E. Br.
- Amorphophallus beccarii Engl.
- Amorphophallus bequaertii De Wild.
- Amorphophallus bhandarensis S.R. Yadav, Kahalkar, Vasanta I. & S.M. Bhuskute
- Amorphophallus bognerianus Sivad. & Jaleel
- Amorphophallus bonaccordensis Sivad. & Mohanan
- Amorphophallus borneensis (Engl.) Engl. & Gehrm.
- Amorphophallus boyceanus Hett.
- Amorphophallus brachyphyllus Hett.
- Amorphophallus brevispathus Gagnep.
- Amorphophallus brooksii Alderw.
- Amorphophallus bufo Ridl.
- Amorphophallus bulbifer (Roxb.) Blume
- Amorphophallus burmanicus Hook. f.
- Amorphophallus calabaricus N.E. Br.
- Amorphophallus campanulatus Blume ex Decne.
- Amorphophallus canaliculatus Ittenb., Hett. & Lobin
- Amorphophallus carnea Ridl.
- Amorphophallus carneus Ridl.
- Amorphophallus carnosus Engl.
- Amorphophallus chatty Andrews
- Amorphophallus chevalieri (Engl.) Engl. & Gehrm.
- Amorphophallus chlorospathum Kurz ex Hook. f.
- Amorphophallus cicatricifer Hett.
- Amorphophallus cirrifer Stapf
- Amorphophallus coaetaneus S.Y. Liu & S.J. Wei
- Amorphophallus cobra Alderw.
- Amorphophallus coffeatus Stapf
- Amorphophallus commutatus (Schott) Engl.
- Amorphophallus congoensis A.D. Hawkes
- Amorphophallus consimilis Blume
- Amorphophallus corrugatus N.E. Br.
- Amorphophallus costatus Hett.
- Amorphophallus coudercii (Bogner) Bogner
- Amorphophallus croatii Hett. & A. Galloway
- Amorphophallus cruddasianus Prain
- Amorphophallus curvistylis Hett.
- Amorphophallus dactylifer Hett.
- Amorphophallus declinatus Hett.
- Amorphophallus decurrens (Blanco) Kunth
- Amorphophallus decus-silvae Backer & Alderw.
- Amorphophallus difformis Blume
- Amorphophallus discophorus Backer & Alderw.
- Amorphophallus dixenii K. Larsen & S.S. Larsen
- Amorphophallus doryphorus Ridl.
- Amorphophallus dracontioides (Engl.) N.E. Br.
- Amorphophallus dubius Blume
- Amorphophallus dunnii Tutcher
- Amorphophallus dzui Hett.
- Amorphophallus eburneus Bogner
- Amorphophallus echinatus Bogner & S.J. Mayo
- Amorphophallus eichleri (Engl.) Hook. f.
- Amorphophallus elatus Hook. f.
- Amorphophallus elegans Ridl.
- Amorphophallus elliotii Hook. f.
- Amorphophallus elliottii Hook. f.
- Amorphophallus erubescens Hett.
- Amorphophallus erythrororrhachis Hett., Pronk & R. Kaufmann
- Amorphophallus erythrorrhachis Hett., O. Pronk & R. Kaufmann
- Amorphophallus excentricus Hett.
- Amorphophallus fischeri N.E. Br.
- Amorphophallus flavovirens N.E. Br.
- Amorphophallus foetidus (Engl.) Engl. & Gehrm.
- Amorphophallus forbesii (Engl.) Engl. & Gehrm.
- Amorphophallus fuscus Hett.
- Amorphophallus galbra F.M. Bailey
- Amorphophallus gallaensis (Engl.) N.E. Br.
- Amorphophallus gallowayi Hett.
- Amorphophallus gigantiflorus Hayata
- Amorphophallus gigas Teijsm. & Binn.
- Amorphophallus glaucophyllus Hett. & Serebr.
- Amorphophallus gliruroides Engl.
- Amorphophallus glossophyllus Hett.
- Amorphophallus goetzei (Engl.) N.E. Br.
- Amorphophallus goetzii (Engl.) N.E. Br.
- Amorphophallus gomboczianus Pic. Serm.
- Amorphophallus gracilior Hutch.
- Amorphophallus gracilis Engl.
- Amorphophallus gratus (Schott) N.E. Br.
- Amorphophallus gregoryanus (Engl.) Engl. & Gehrm.
- Amorphophallus haematospadix Hook. f.
- Amorphophallus hainanica N.E. Br.
- Amorphophallus harmandii Engl. & Gehrm.
- Amorphophallus hayi Hett.
- Amorphophallus henryi N.E. Br.
- Amorphophallus hetterscheidii Ittenb. & Lobin
- Amorphophallus hewitii Alderw.
- Amorphophallus hewittii Alderw.
- Amorphophallus hildebrandtii (Engl.) Engl. & Gehrm.
- Amorphophallus hirsutus Teijsm. & Binn.
- Amorphophallus hirta Yamam.
- Amorphophallus hirtus N.E. Br.
- Amorphophallus hohenackeri (Schott) Engl. & Gehrm.
- Amorphophallus hottae Bogner & Hett.
- Amorphophallus imperialis Hort. ex Gard. Chron.
- Amorphophallus impressus Ittenb.
- Amorphophallus incurvatus Alderw.
- Amorphophallus infundibuliformis Hett., Dearden & A. Vogel
- Amorphophallus interruptus Engl. & Gehrm.
- Amorphophallus johnsoni N.E. Br.
- Amorphophallus johnsonii N.E. Br.
- Amorphophallus josefbogneri Hett.
- Amorphophallus julaihii Ipor, Tawan & P.C. Boyce
- Amorphophallus juliae P.C. Boyce & Hett.
- Amorphophallus kachinensis Engl. & Gehrm.
- Amorphophallus kaessneri Engl. & Gehrm.
- Amorphophallus keassneri Engl. & Gehrm.
- Amorphophallus kerrii N.E. Br.
- Amorphophallus kiusiana (Makino) Makino
- Amorphophallus kiusianus (Makino) Makino
- Amorphophallus konjac K. Koch
- Amorphophallus konkanensis Hett., S.R. Yadav & Patil
- Amorphophallus koratensis Gagnep.
- Amorphophallus krausei Engl.
- Amorphophallus lacourii Linden & André
- Amorphophallus lambii S.J. Mayo & Widjaja
- Amorphophallus lanuginosus Hett.
- Amorphophallus laoticus Hett.
- Amorphophallus laxiflorus N.E. Br.
- Amorphophallus leonensis Lem.
- Amorphophallus leopoldianus (Mast.) N.E. Br.
- Amorphophallus lewallei Malaisse & Bamps
- Amorphophallus linearilobus Peter
- Amorphophallus linearis Gagnep.
- Amorphophallus linguiformis Hett.
- Amorphophallus loerzingii Alderw.
- Amorphophallus longicomus Hett. & Serebryanyi
- Amorphophallus longiconnectivus Bogner
- Amorphophallus longispathaceus Engl. & Gehrm.
- Amorphophallus longistylus Kurz ex Hook. f.
- Amorphophallus longituberosus (Engl.) Engl. & Gehrm.
- Amorphophallus lunatus Hett. & Sizemore
- Amorphophallus luzoniensis Merr.
- Amorphophallus lyratus Kunth
- Amorphophallus macrorhizus Craib
- Amorphophallus macrospadix Font Quer
- Amorphophallus maculatus N.E. Br.
- Amorphophallus mairei H. Lév.
- Amorphophallus malaccensis Ridl.
- Amorphophallus mangelsdorffii Bogner
- Amorphophallus mannii N.E. Br.
- Amorphophallus manta Hett. & Ittenb.
- Amorphophallus margaritifer (Roxb.) Kunth
- Amorphophallus margretae Ittenb.
- Amorphophallus margretiae Ittenb.
- Amorphophallus maximus (Engl.) N.E. Br.
- Amorphophallus maxwellii Hett.
- Amorphophallus mekongensis Engl. & Gehrm.
- Amorphophallus mellii Engl.
- Amorphophallus merrillii K. Krause
- Amorphophallus microappendiculatus Engl.
- Amorphophallus mildbraedii K. Krause
- Amorphophallus minor Ridl.
- Amorphophallus mossambicensis (Schott ex Garcke) N.E. Br.
- Amorphophallus muelleri Blume
- Amorphophallus mullendersii Malaisse & Bamps
- Amorphophallus myosuroides Hett. & A. Galloway
- Amorphophallus mysorensis E. Barnes & C.E.C. Fisch.
- Amorphophallus nanus H. Li & C.L.Long
- Amorphophallus napalensis (Wall.) Bogner & S.J. Mayo
- Amorphophallus napiger Gagnep.
- Amorphophallus niahensis P.C. Boyce & Hett.
- Amorphophallus nicolsonianus Sivad.
- Amorphophallus niimurai Yamam.
- Amorphophallus nivosus Lem.
- Amorphophallus obovoideus Alderw.
- Amorphophallus obscurus Hett. & Sizemore
- Amorphophallus ochroleucus Hett. & V.D. Nguyen
- Amorphophallus oculatum Hook. f.
- Amorphophallus odoratus Hett. & H. Li
- Amorphophallus oncophyllus Prain ex Hook. f.
- Amorphophallus ongsakulii Hett. & A. Galloway
- Amorphophallus operculatus Hett. & Sizemore
- Amorphophallus opertus Hett.
- Amorphophallus pachystylis Hett.
- Amorphophallus paeoniifolius (Dennst.) Nicolson
- Amorphophallus palawanensis Bogner & Hett.
- Amorphophallus palmaeformis Durieu ex Riv.
- Amorphophallus palmiformis Durand ex Carrière
- Amorphophallus panomensis Gagnep.
- Amorphophallus papillosus hort. ex Rafarin
- Amorphophallus parvulus Gagnep.
- Amorphophallus paucisectus Alderw.
- Amorphophallus pendulus Bogner & S.J. Mayo
- Amorphophallus perakensis Engl.
- Amorphophallus perrieri Hett. & Wahlert
- Amorphophallus petitianus Malaisse & Bamps
- Amorphophallus peyri hort.
- Amorphophallus pilosus Hett.
- Amorphophallus pingbianensis H. Li & C.L. Long
- Amorphophallus planus Teijsm. & Binn.
- Amorphophallus plicatus Bok & H.J. Lam
- Amorphophallus polyanthus Hett. & Sizemore
- Amorphophallus prainii Hook. f.
- Amorphophallus preussii (Engl.) N.E. Br.
- Amorphophallus prolificus Hett. & A. Galloway
- Amorphophallus punctulatus Blume
- Amorphophallus purpurascens Kurz ex Hook. f.
- Amorphophallus purpureus (Engl.) Engl. & Gehrm.
- Amorphophallus pusillus Hett. & Serebryanyi
- Amorphophallus putii Gagnep.
- Amorphophallus pygmaeus Hett.
- Amorphophallus ranchanensis Ipor, A. Simon & Meekiong
- Amorphophallus reflexus Hett. & A. Galloway
- Amorphophallus rex Prain
- Amorphophallus rhizomatosus Hett.
- Amorphophallus richardsiae Ittenb.
- Amorphophallus rivieri Durieu ex Rivière
- Amorphophallus rostratus Hett.
- Amorphophallus rugosus Hett. & A.L. Lamb
- Amorphophallus sagittarius Steenis
- Amorphophallus salmoneus Hett.
- Amorphophallus saraburensis Gagnep.
- Amorphophallus sativus Blume
- Amorphophallus saururus Hett.
- Amorphophallus scaber Serebryanyi & Hett.
- Amorphophallus schliebenii Mildbr.
- Amorphophallus schmidtiae Hett. & A. Galloway
- Amorphophallus schweinfurthii (Engl.) N.E. Br.
- Amorphophallus scutatus Hett. & T.C. Chapm.
- Amorphophallus selebicus Nakai
- Amorphophallus serrulatus Hett. & A. Galloway
- Amorphophallus siamensis Gagnep.
- Amorphophallus sinensis Belval
- Amorphophallus sinuatus Hett. & V.D. Nguyen
- Amorphophallus sizemoreae Hett.
- Amorphophallus smithsonianus Sivad.
- Amorphophallus sparsiflorus Hook. f.
- Amorphophallus spectabilis (Miq.) Engl.
- Amorphophallus staudtii (Engl.) N.E. Br.
- Amorphophallus stipitatus Engl.
- Amorphophallus stuhlmannii (Engl.) Engl. & Gehrm.
- Amorphophallus subcymbiformis Alderw.
- Amorphophallus sumawongii (Bogner) Bogner & S.J. Mayo
- Amorphophallus sutepensis Gagnep.
- Amorphophallus swynnertonii Rendle
- Amorphophallus sylvaticus (Roxb.) Kunth
- Amorphophallus symonianus Hett. & Sizemore
- Amorphophallus synandrifer Hett. & V.D. Nguyen
- Amorphophallus taccoides Hook. f.
- Amorphophallus taurostigma Ittenb., Hett. & Bogner
- Amorphophallus tenuispadix Hett.
- Amorphophallus tenuistylis Hett.
- Amorphophallus teuszii (Engl.) N.E. Br.
- Amorphophallus tianyangensis P.Y.Liu & S.L.Zhang
- Amorphophallus timorensis Alderw.
- Amorphophallus tinekeae Hett. & A. Vogel
- Amorphophallus titanum (Becc.) Becc.
- Amorphophallus tonkinensis Engl. & Gehrm.
- Amorphophallus tuberculatus Hett. & V.D. Nguyen
- Amorphophallus tuberculiger (Schott) Engl.
- Amorphophallus unyikae Engl. & Gehrm.
- Amorphophallus variabilis Blume
- Amorphophallus venustus Hett., A. Hay & J. Mood
- Amorphophallus verticillatus Hett.
- Amorphophallus viridis Ridl.
- Amorphophallus virosus N.E. Br.
- Amorphophallus vogelianus Hett. & H. Billensteiner
- Amorphophallus wallisii Regel
- Amorphophallus warneckei (Engl.) Engl. & Gehrm.
- Amorphophallus xiei H. Li & Z.L. Dao
- Amorphophallus xiengraiensis Gagnep.
- Amorphophallus ximengensis H. Li
- Amorphophallus yuloensis H. Li
- Amorphophallus yunnanensis Engl.
- Amorphophallus zebrinus hort.
- Amorphophallus zengianus C.L. Long & H. Li
- Amorphophallus zenkeri (Engl.) N.E. Br.
- Amorphophallus zeylanicus Blume